# Constantin Brodzki

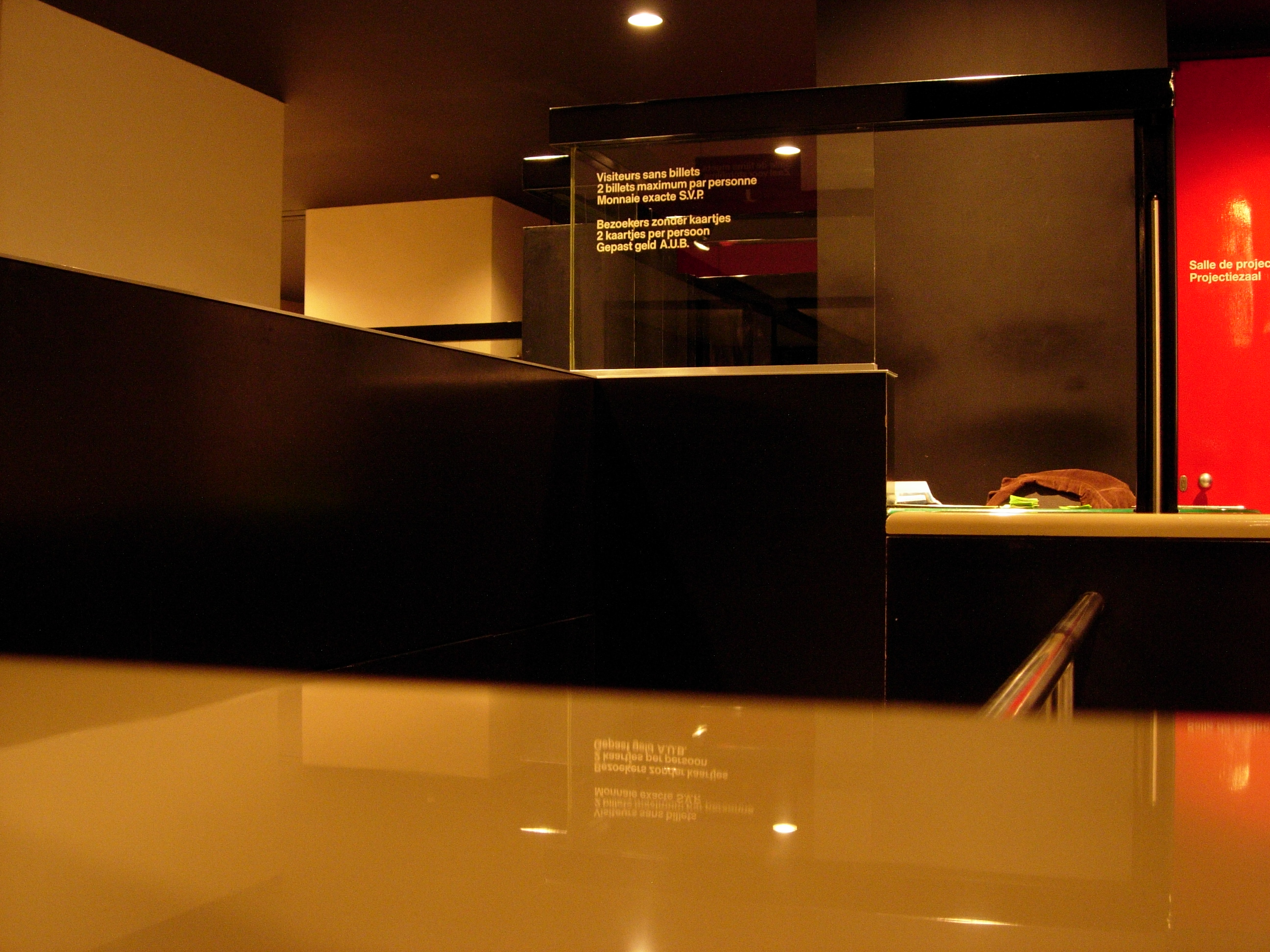
Wejście do sali kinowej w Muzeum Kinematografii w Brukseli

Constantin Brodzki (ur. 26 października 1924 w Rzymie, Włochy, zm. 29 marca 2021) – belgijski architekt.
Pochodzi z włosko-polskiej rodziny, studiował w La Cambre w Brukseli. W 1948 ukończył naukę i otrzymał stypendium umożliwiające mu staż w M. Lambrichs w Nowym Jorku, poznał tam nowoczesne technologie i nowatorskie konstrukcje stosowane w Stanach Zjednoczonych. Powrócił w 1952 do Belgii i rozpoczął pracę jako niezależny architekt, wiele projektów zrealizował wspólnie z Corneille Hannosetem. Wspólnie projektowali wnętrza sklepów, galerii, ich dziełem jest architektura wnętrza otwartego w 1956 brukselskiego muzeum filmu, pawilonu fauny Konga podczas wystawy EXPO 1958, Musée lapidaire Montauban w Buzenol. Współpracowali do końca lat 50., ich projekty charakteryzowały się minimalizmem wystroju i zastosowaniem nowatorskich, pomysłowych rozwiązań. Ważnym osiągnięciem była modelowa konstrukcja domu typu SBAUM, którą stworzyli w 1953. Od 1960 rozpoczął projektowanie w oparciu o prefabrykowane betonowe elewacje, które tworzyła firma produkująca elementy cementowe CBR. Projektów stworzonymi w tej technologii były m.in. dom własny architekta, siedziba CBR w Auderghem oraz siedziba Society for Worldwide Interbank Financial Telecommunication (SWIFT) wybudowana w latach 1980-1983 w La Hulpe. Poza pracą architekta Constantine Brodzki był wykładowcą w La Cambre i Uniwersytetu w Bergen.